# 本山村 (兵庫県)
本山村（もとやまむら）は、兵庫県に明治22年（1889年）に誕生した村で、最初菟原郡、後武庫郡に属し、昭和25年（1950年）に神戸市東灘区の一部（本山地域）として編入された。

## 地理
東は精道村（昭和15年以降芦屋市）、住吉川を挟んで西は住吉村、南西は魚崎町、南東は本庄村、北は有馬郡有馬町。
村内は野寄（のより）・岡本（おかもと）・田中（たなか）・田辺（たなべ）・北畑（きたはた）・中野（なかの）・小路（しょうじ）・森（もり）の8大字に分かれる。山麓には平原があるが平坦でなく傾斜を有する。八部落中岡本・北畑・小路・森は主に高地に、野寄・田中・田辺は平地にある。

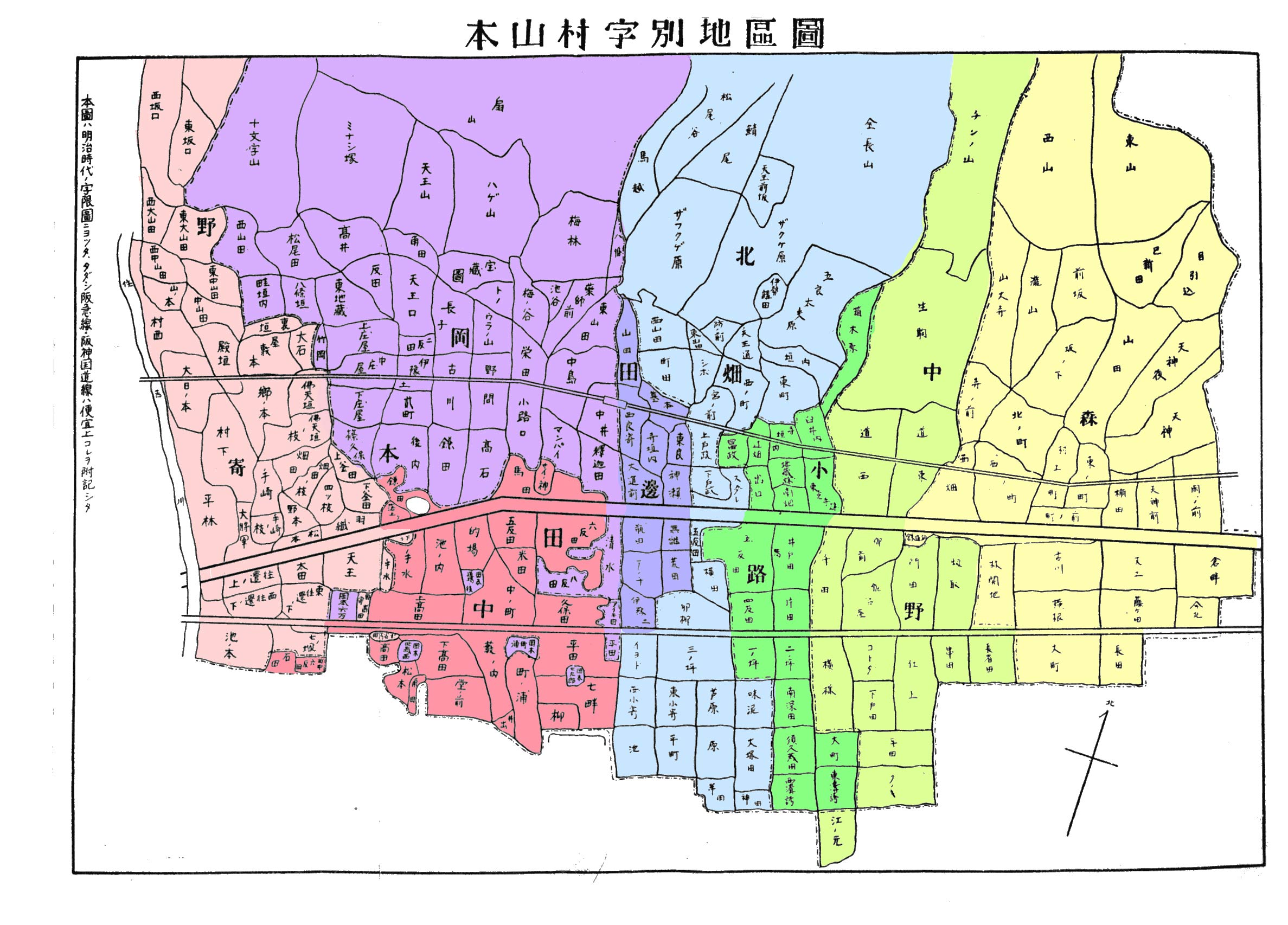
『本山村誌』より、明治時代の字。大字別に着色。

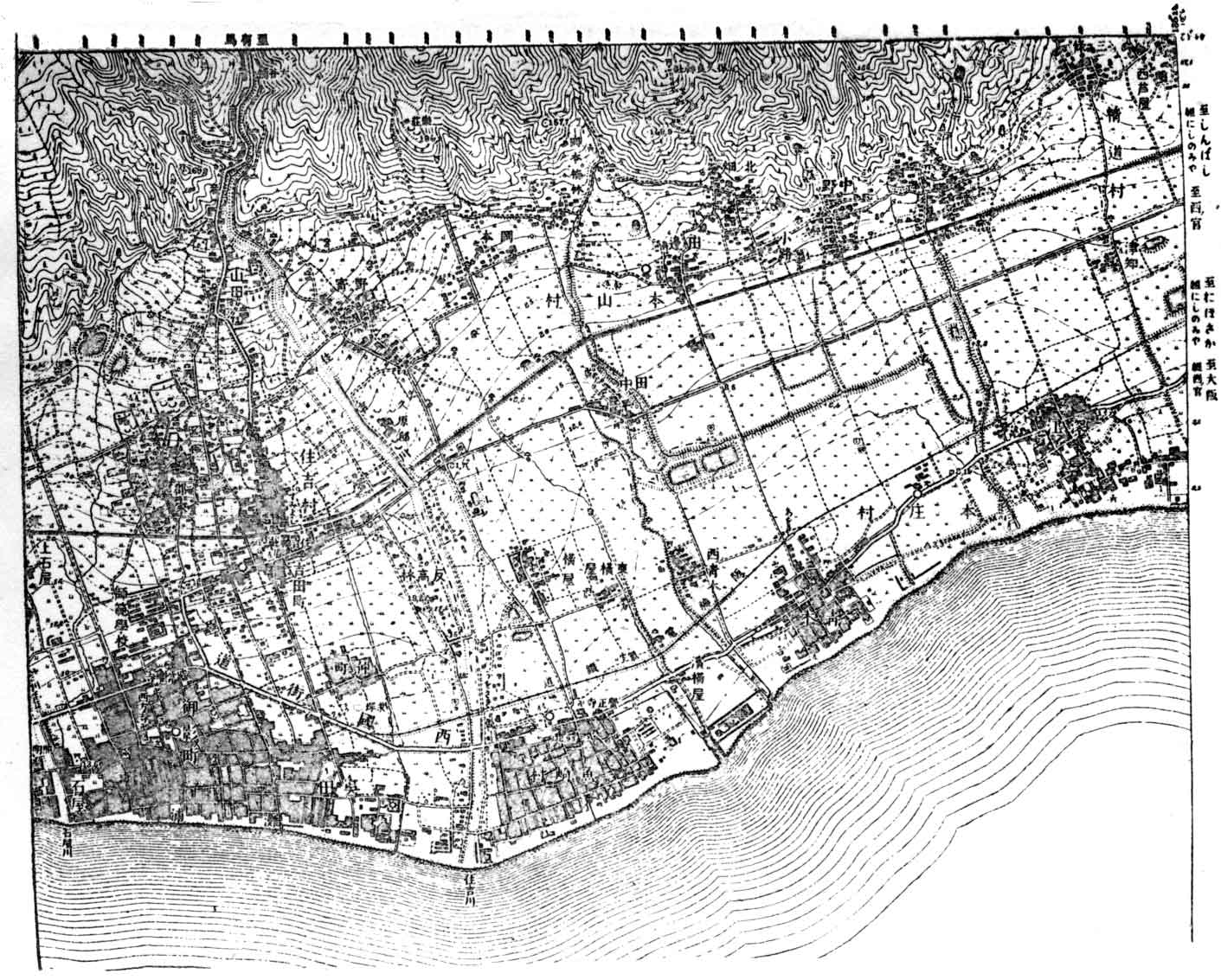
『本山村誌』より、明治後期の村とその周辺

北方は六甲山地で、北境に六甲山最高峰932.1mがそびえる他、500~800mの山々が屹立する。
各々の河川は北部の山地から流れだして南流する。字新山に発して大字森を南流するのは宮川。字山大寺に発して南下するのは串田川。字金鳥山より発して大字北畑を南流するのは要玄寺川。北畑字西山田に発して大字北畑を過ぎるのが味泥川。これらはいずれも細流であり幅8〜12,3間程にすぎない。これらの河川を合流するのが横川ないし天上川とよばれた河川で、森字本庄山に発し、岡本梅林の東方を南流し、田中の南方に至って東流、岡本北畑地内を過ぎ、さらに味泥川・要玄寺川の2河川を合わせ、小路中野地内を東流し、本庄村深江地内に入って、宮川・串田川の2河川を合流、下流で高橋川と名を変えて南流して深江西方で海に注ぐ。この川は延べ十数町に渡って東流し、その大きな横堤から横川と呼ばれていた。併せて1里34町20間の長さがあった。記録は残っていないが、条里制の水路として流路を人為的に変えられたと考えられている。周囲より高い天井川地形を形成し、しばしば氾濫しては周囲の耕地に被害を与え、また交通に及ぼす害も少なくはなく、地域発展の妨げとなった。そのためこの川の被害をうける所の約200町の一大耕地を整理して、各河川を直流せしめる工事が昭和2年に実施され、天上川と高橋川は切り離されて別々の水系となった。
岡本の山麓には岡本梅園という梅林があった。梅はその昔唐国からこの地へ植えられたものと伝えられ、俗に唐梅と呼ばれた。およそ300町の広さがあり、山水の景に恵まれ、花時には多くの観光客で賑わった。しかし戦前に住宅開発を受けて消滅した。

## 産業
16世紀前半に素麺の製造が始まったと伝えられる。これは明治20年前後に最盛期を迎え、販路は阪神両市、和歌山、熊本、東京、北海道、台湾、朝鮮、中国大陸、アメリカ合衆国などにあった。その他に、藁製品として縦縄（郡内から播磨の酒造家が用いた）、網縄（灘明石地方が用いた）、罎苞を農家が副業として製造、柿澁（酒造に用いる）もまた農家の副業であった。石工は主に精米用石壷を作り、庭石も作った。
『大日本篤農家名鑑』によれば、本山村の篤農家は「末吉勝之進、野間清、高倉實雄」などがいた。

## 人情・気風
六甲山麓に偏っており、付近の交通は不便であるが故、都会の影響は少なかった。しかし東の芦屋、西の住吉の別荘地の豪奢な生活ぶりは素朴だった村民にも金銭への憧憬を与え、やがてこの一体も高級住宅地化していく。神戸都市計画区域への編入後は特に岡本は芦屋と共に建築法の規制を受けなかったため、人気が集まった。
言葉遣いも従来は野卑だったが都市の影響を受けて次第に優雅に転向していき、周辺の村々と同様に衣食住も向上していった。
迷信禁忌は他町村と変わるところなく、特に岡本の明王院は諸禁厭をなし、田中の子安地蔵は安産に霊験ありとされ、中野の鬼子母神は乳汁が出ると称し、森稲荷神社は子の疳の虫に効くとして信仰者は頗る多かった。

## 災害・事故・戦災
1936年（昭和11年）2月10日午後9時過ぎ、中庄屋の踏切で消防自動車と阪急電車が接触。消防車が100m以上引きずられて大破したところに、対向電車が突っ込んできたため消防士16人が死亡する惨事となった。消防車は御影町で消火活動後、岡本公会堂脇のガレージに帰る途中であった。
1938年（昭和13年）阪神大水害によって死者6名、行方不明者5名（いずれも後日判明）、負傷者236名、流失家屋50戸、全壊221戸、半壊427戸、土砂に埋没した家屋320戸、浸水1180戸、被害総額1400万円を蒙り、これは昭和12年度当時の歳入歳出予算の70倍に達した。
1945年（昭和20年）の5月11日、6月5日、8月6日の3回にわたり空襲を受け（神戸大空襲）住宅地の65%が焦土と化し、罹災面積は272,000坪、罹災者6,714人、罹災家屋2,526戸と全体では約59%の罹災率を蒙った（なお5月5日に撃墜されたB29の飛行士の持っていた航空写真には、11日に川西航空機甲南製作所（本庄村青木）を攻撃目標とする際の目印として森稲荷神社の赤鳥居が記入してあった）。
これらの被害からの復興は自力では困難であり、本山村は合併の必要に迫られた。

## 合併
戦前から東灘5ヶ町村と芦屋による「甲南市」・「灘市」構想があったが、昭和16年に頓挫している。また、昭和23年（1948年）9月8日に神戸市から合併の要望が提示され、9月18日「神戸市合併研究委員会」が設立され、正式な合併希望が申し入れられた。昭和25年3月13日に住民投票があり、有権者推定数1万3000人中7059人（45.7%）の投票があり、有効投票数6965票のうち賛成3731に対し反対が3234で、神戸市への合併が決定した。
3月14日、正式に合併手続きが申し入れられ、3月29日神戸市役所にて合併覚書に調印。5月1日から10日にかけてリコール運動があるも内輪もめで申請取消しが相次いで中止。5月20日〜25日に第二次リコール運動あるも地方自治法改正を受けて中止。7月4日に村会にて議員投票で賛成23対反対1で神戸市への合併を決定。8月15日、第三次リコール運動があったが、署名数不足により不成立となった。
こうして昭和25年（1950年）10月10日、本山村は神戸市へと編入された。
合併の条件として、本山村役場を将来本山の住民が使えるような公共の建物として設置する事、『本山村誌』編纂と教育関係の学資奨励のために100万円を与える事、村役場の吏員を神戸市にそのまま引き継ぐことの3つが取り決められた。2番目と3番目の約束は履行されたのに対し、1番目は敷地の一部が売却されて神戸市立東灘図書館や保育所に転用されたが、神戸市は合併条件にある「公共の建物」に該当するので条件は履行しているとの見解を採った。その後、東灘図書館は平成25年（2013年）に住吉東町へ移転し、役場跡は本山地域福祉センター（プラザ本山）となっている。
昭和44年には旧村財産である本庄山および岡本六甲山を市に売った資金で、各大字を単位とする8つの財産区を設立している。

## 名所旧跡
- 岡本梅林
- 山路湯
- 八幡渓と八幡瀧
- 山路城跡
- 琴橋
- ヘボソ（扁保曾）塚古墳
- 岩窟（上の御前、下の御前）